# Pica-Loop-Syndrom
Das PICA-Loop-Syndrom ist eine sehr seltene Ursache einer sekundären Hypertonie.
Dabei handelt es sich um einen abnormalen, schleifenartigen Verlauf („loop“) der hinteren unteren Kleinhirnarterie (PICA) in Höhe des Pons, der das Blutdruckzentrum komprimiert und einen Bluthochdruck auslöst.